# Mairie de Saint-Ouen metróállomás
A Mairie de Saint-Ouen egy metróállomás Franciaországban, Párizsban a párizsi metró 13-as és 14-es metróvonalán. Tulajdonosa és üzemeltetője a RATP.

## Metróvonalak
Az állomást az alábbi metróvonalak érintik:
- 13-as metróvonal
- 14-es metróvonal

## Kapcsolódó állomások
A metróállomáshoz az alábbi állomások vannak a legközelebb:
- Carrefour Pleyel (Saint-Denis – Université, 13-as metróvonal)
- Garibaldi (Châtillon - Montrouge, 13-as metróvonal)
- Saint-Ouen (2020–, Aéroport d'Orly, 14-es metróvonal)
- Saint-Denis Pleyel (2024–, Saint-Denis Pleyel, 14-es metróvonal)